# Ischnodora sejugata
Ischnodora sejugata là một loài bọ cánh cứng trong họ Cerambycidae.